# Titularbistum Forum Novum
Forum Novum (ital.: Vescovio) ist ein Titularbistum, also ein Bistum der römisch-katholischen Kirche ohne Bischofssitz. 
Es geht zurück auf eine mittelalterliche Diözese im Ort Forum Novum, der sich in der italienischen Region Latium, etwa 50 km nördlich von Rom befand.
| Titularbischöfe von Forum Novum |                                                              |                                                 |                  |                   |
| Nr.                             | Name                                                         | Amt                                             | von              | bis               |
| 1                               | César Antonio Mosquera Corral Titularerzbischof pro hac vice | emeritierter Erzbischof von Guayaquil (Ecuador) | 11. März 1969    | 26. April 1971    |
| 2                               | Giuseppe Casoria Titularerzbischof pro hac vice              | Kurienerzbischof                                | 6. Januar 1972   | 2. Februar 1983   |
| 3                               | Donald William Montrose                                      | Weihbischof in Los Angeles (USA)                | 25. März 1983    | 17. Dezember 1985 |
| 4                               | Lucas Moreira Neves OP Titularerzbischof pro hac vice        | Kurienerzbischof                                | 3. Januar 1987   | 9. Juli 1987      |
| 5                               | Giovanni Battista Re Titularerzbischof pro hac vice          | Kurienerzbischof                                | 9. Oktober 1987  | 21. Februar 2001  |
| 6                               | Marcelo Sánchez Sorondo                                      | Kurienbischof                                   | 23. Februar 2001 |                   |